# بازی سفید
بازی سفید (سوئدی: Den vita sporten) فیلمی در ژانر مستند به کارگردانی روی آندرسون و بو ویدربرگ است که در سال ۱۹۶۸ منتشر شد.